# Ашенфельтер, Орли
Орли Ашенфельтер (англ. Orley C. Ashenfelter; род. 18 октября 1942, Сан-Франциско) — американский экономист, специалист в областях экономики труда, эконометрики, на пересечении права и экономики. Доктор философии, профессор Принстонского университета, член Национальной АН США (2018) и Американского философского общества (2017), членкор Эдинбургского королевского общества и Британской академии (2018).
Окончил колледж Клермон (бакалавр, 1964). Степень доктора философии по экономике получил в 1970 году в Принстонском университете. С 1968 года преподаёт в последнем, ныне именной профессор экономики (Joseph Douglas Green 1895 Professor of Economics).
Президент Американской экономической ассоциации (2011), её почётный член с 2007 года.
Награды и отличия
- Медаль Фриша (1984)
- Почётный доктор Брюссельского университета (2002)
- IZA Prize in Labor Economics[англ.] (2003)
- Mincer Award for Lifetime Achievement, Society of Labor Economists
- Karel Englis Medal, АН Чехии

## Основные произведения
- «Экономическое влияние пожилого населения: краткое обследование» (The Economic Impact of an Older Population: A Brief Survey, 1981);
- «Собрание статей» в 3-х тт.(The Collected Essays of Orley C. Ashenfelter, 1997)